# برش (فیلم ۲۰۱۴)
برش (انگلیسی: The Cut) فیلمی در ژانر درام تاریخی است به کارگردانی فاتح آکین فیلمساز و کارگردان ترک‌تبار ساکن آلمان که در سال ۲۰۱۴ به اکران عمومی درآمد. این فیلم در پنجمین روز هفتاد و یکمین جشنواره فیلم ونیز، نمایش درآمد. این فیلم در مکان‌های مختلف و در پنج کشور، با بودجه‌ای نزدیک به ۲۰ میلیون دلار و با دوربین‌های سینمااسکوپ فیلم ۳۵ میلی‌متری فیلم‌برداری شده است. فیلم «برش»، به زمان گذشته، سال ۱۹۱۵ بازمی‌گردد تا صحنه‌هایی از پردردترین و بحث انگیزترین فصل تاریخ ترکیه، یعنی نسل‌کشی ارمنی‌ها را به تصویر بکشد. طاهر رحیم، نقش یک «نعلبند ارمنی» را بازی می‌کند که در جستجوی دو دخترش به دور دنیا سفر می‌کند، از حلب تا هاوانا و از آنجا به ایالت داکوتای شمالی. در شروع خشونت سازمان یافته‌ای (نسل‌کشی ارمنی‌ها) که نهایتاً جان قریب به یک و نیم میلیون نفر ارمنی را گرفت ارتباط وی با دخترانش قطع شد. منتقدان، این فیلم را بازخوانی امروزی تاریخ و هشداری به تمامیت‌خواهی حکومت کنونی ترکیه ارزیابی کرده‌اند.

## بازیگران
- طاهر رحیم در نقش نازارت مانوگیان
- سیمون آبکاریان در نقش کریکور
- زهره هندی در نقش راکل
- کوورک مالیکیان در نقش هاگوب ناکاشیان
- بارتو کوچوکچاگلایان در نقش مهمت
- زین فخوری در نقش آرسینه
- دینا فخوری در نقش لوسینه
- ترینه دیرهولم در نقش مدیر یتیم خانه
- آرسینه خانجیان در نقش بانو ناکاشیان
- آکین گازی در نقش هرانت
- جرج جرجیو در نقش واهان
- نومان اکار در نقش مانوئل
- مکرم خوری در نقش عمر ناصرالدین
- آنا ساوا در نقش بانو کریکوریان
- لارا هلر در نقش لوسین
- جوئل جکشا در نقش تام
- آندریا هسایون در نقش بانو بالاکیان